# Cayley (cráter)

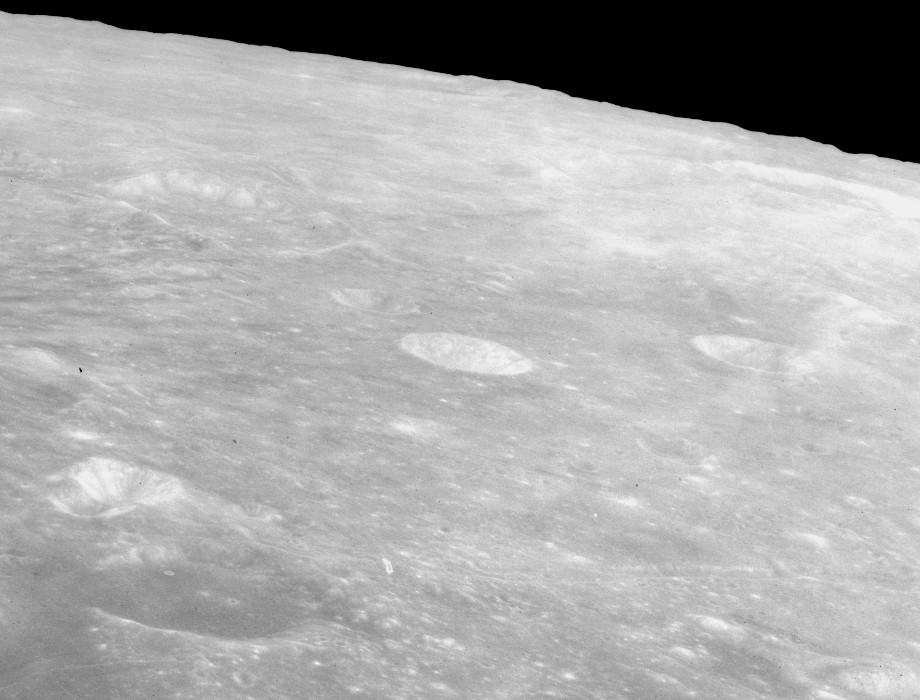
Vista oblicua desde el Apolo 15, mostrando Cayley (centro), Ariadaeus (brillante, izquierda al fondo), D'Arrest (izquierda al fondo), y Whewell (derecha)

Cayley es un pequeño cráter de impacto lunar que se encuentra en una región inundada de lava al oeste del Mare Tranquillitatis; al noroeste del cráter más pequeño De Morgan y del más grande D'Arrest. Al oeste y un poco al norte de Cayley aparece Whewell, un cráter de aproximadamente las mismas dimensiones. Al norte se encuentra la Rima Ariadaeus, que sigue un curso hacia el este-sureste.
Se trata de una formación circular, en forma de cuenco con una pequeña plataforma interior en el punto medio, pequeña en relación con el diámetro total, ya que ocupa aproximadamente un cuarto de la sección transversal total. Las paredes interiores inclinadas son relativamente de tono claro, con un albedo superior al del terreno circundante. Sin embargo, no es tan brillante como el cráter Dionysius, ligeramente más grande y situado hacia el este-sureste, que carece de un sistema de marcas radiales.
Las llanuras onduladas de relieve suave situadas al este del cráter se denominan Formación Cayley. Son parecidas a los mares lunares, pero con un albedo ligeramente superior, y se superponen al borde oriental del Mare Tranquillitatis. Científicos lunares sospechan que esta llanura puede haber resultado de depósitos de material expulsado por la formación de grandes cuencas de impacto tales como el Mare Imbrium o el Mare Orientale (la fuente más probable es la cuenca de impacto del Mare Imbrium, situado al noroeste).